# Ischnoptera zacualtipana
Ischnoptera zacualtipana är en kackerlacksart som beskrevs av Roth, L. M. 200. Ischnoptera zacualtipana ingår i släktet Ischnoptera och familjen småkackerlackor. Inga underarter finns listade i Catalogue of Life.